# Vasanello
Vasanello là một đô thị ở tỉnh Viterbo trong vùng Latium của Ý, có cự ly khoảng 60 km về phía bắc của Roma và khoảng 20 km về phía đông của Viterbo. Tại thời điểm ngày 31 tháng 12 năm 2004, đô thị này có dân số 3.999 người và diện tích là 28,6 km².
Vasanello giáp các đô thị: Bassano in Teverina, Gallese, Orte, Soriano nel Cimino, Vignanello.